# Bohemian National Hall
 (avril 2024).

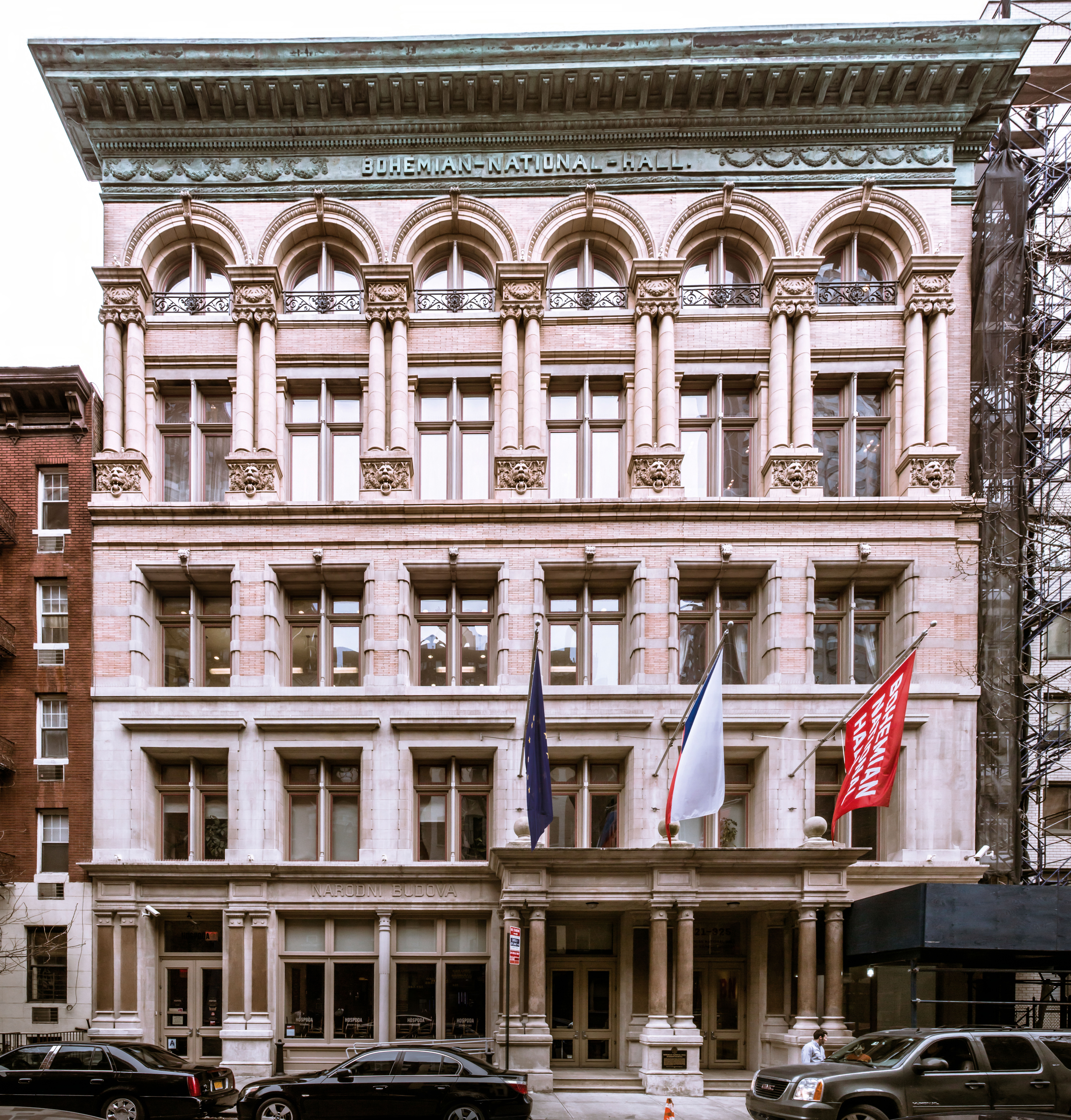
Bohemian National Hall (entre la 1ère et la 2ème Avenue), 321 E 73rd Street, New York

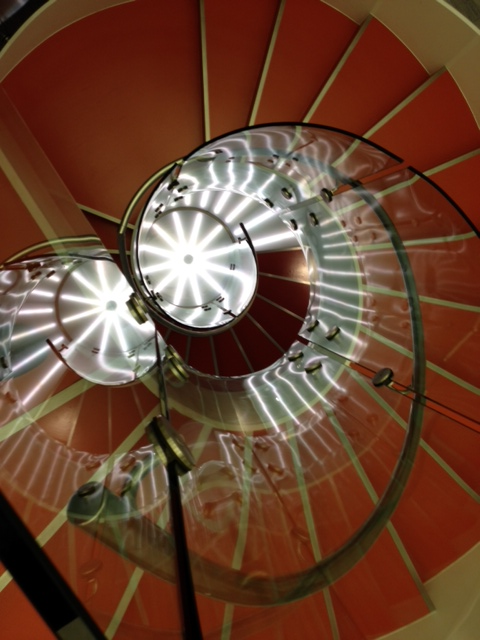
Intérieur

Le Bohemian National Hall (en tchèque : Česká národní budova) est un édifice de cinq étages situé au 321 East 73rd Street dans l'Upper East Side de Manhattan à New York. Construit entre 1895 et 1897 dans un style néo-Renaissance, c'était un centre social et culturel tchéco-américain à New York.

## Histoire
Au fil des décennies, le rôle de l'édifice a changé ; de la fin des années 1930 aux années 1980, il a accueilli diverses organisations, dont le berceau du Manhattan Theatre Club. En reconnaissance de son importance historique et architecturale, la Commission de préservation des monuments de la ville de New York lui a accordé le statut de monument historique en 1994.
En 2001, il a été vendu par l'Association de bienfaisance et littéraire de Bohême au gouvernement tchèque pour 1 $. En échange, le gouvernement tchèque a accepté de rénover le bâtiment. Sa première utilisation après le changement de propriétaire a eu lieu en 2005, lorsqu'il a servi de lieu pour une célébration du 70e anniversaire de Václav Havel, un événement de lancement du festival Havel de la Untitled Theatre Company #61. Après quelques autres événements, la salle a fermé ses portes pour poursuivre ses rénovations et rouvrir le 30 octobre 2008.
Aujourd'hui, la Salle nationale de Bohême remplit un rôle multiforme. Elle abrite le consulat tchèque, le New York Czech Center, la Bohemian Benevolent & Literary Association et la Dvorak American Heritage Association. Les locaux comprennent diverses commodités, dont un petit cinéma, une galerie d'art, une grande salle de bal /théâtre et une terrasse-jardin. Un ajout important a été, le 23 mai 2011, l'ouverture d'un restaurant tchèque nommé Hospoda au rez-de-chaussée de l'édifice,.
En janvier 2024, le Bohemian National Hall a suscité la controverse en organisant un événement pour Moms for Liberty,, par l'intermédiaire de la Bohemian Benevolent & Literary Association.